# Борівське газоконденсатне родовище
Борівське газоконденсатне родовище — належить до Красноріцького газоносного району Східного нафтогазоносного регіону України.

## Опис
Розташоване в Луганській області на відстані 12 км від м. Сєверодонецьк.
Знаходиться в межах низки піднять, які прилягають до Краснорицького скиду в перехідній зоні від схилу Воронезької антеклізи до складчастого Донбасу.
Структура виявлена в 1931 р. В утвореннях середнього карбону підняття є невеликою брахіантиклінальною складкою розмірами по ізогіпсі — 1380 м 5,7х1,4 м, амплітудою 34 м, похованою під моноклінально залягаючими мезокайнозойськими г.п.
Перший промисловий приплив газу отримано з інт. 1726—1910 м у 1964 р.
Поклади пластові, склепінчасті. Режим покладів газовий.
Експлуатується з 1967 р. Запаси початкові видобувні категорій А+В+С1: газу — 1881 млн. м³; запаси конденсату не підраховувались.